# Bob Torrance
Bob Torrance (1932/33 - 2014) uit Largs, Schotland is een golfswing-coach. Hij is de vader van degolfprofessional Sam Torrance.
Torrance was jarenlang de coach van het Schotse nationale team. Ook reisde hij vaak naar de toernooien van de Europese PGA Tour om zijn leerlingen te begeleiden. Na zijn overlijden werd door de Scottish Golf Wards de "The Bob Torrance Coach of the Year Award" naar hem vernoemd.
Bij de Schotse testgelegenheid van Wilson Sporting Goods is de bijbehorende golfschool in mei 2009 vernoemd naar Bob Torrance en door hem zelf geopend.

## Leerlingen
| - Pádraig Harrington sinds 1996 - Paul Lawrie - Jason McCreadie | - Paul McGinley - Raymond Russell - Eddie Thomson | - Lee Westwood - Tiger Woods | voormalige leerling - Marc Warren tot 2008 |